# Tommaso Grossi
Pour les articles homonymes, voir Grossi.
Tommaso Grossi (né le 20 janvier 1790 à Bellano, dans la province de Lecco, en Lombardie - mort le 10 décembre 1853 à Milan) était un écrivain italien du XIXe siècle.

## Biographie
Après des études de droit à l'université de Pavie, Tommaso Grossi part pour Milan où il s'installe rue Morone chez son maître et ami Alessandro Manzoni. Il commence sa carrière littéraire en écrivant des vers en dialecte où il exprime les thèmes les plus disparates et les plus caractéristiques du romantisme dont il fut un partisan convaincu.
En 1815, il écrit une satire anti-autrichienne, le petit poème Sogni, également connu sous le titre de La Prineide, inspiré par le lynchage du ministre des finances napoléonien Giuseppe Prina, violent acte d'accusation contre le gouvernement autrichien. Stendhal la définit ainsi :
« La plus grande satire jamais produite par la littérature de ce siècle. »
La pièce, diffusée sous une forme manuscrite anonyme, connaît un succès clandestin immédiat, déchaînant une féroce réaction autrichienne.
Il écrit également une nouvelle en vers, La fuggitiva et, en 1816, le poème épique, historique et nationaliste I Lombardi alla prima crociata, dans lequel Grossi tente, sans toutefois réellement obtenir l'effet espéré, une sorte de « revisitation » de La Jérusalem délivrée du Tasse, plus, selon ses propres explications, fluide et actuelle. Avec ses 3 500 exemplaires, elle est l'œuvre littéraire au plus fort tirage pour l'époque.

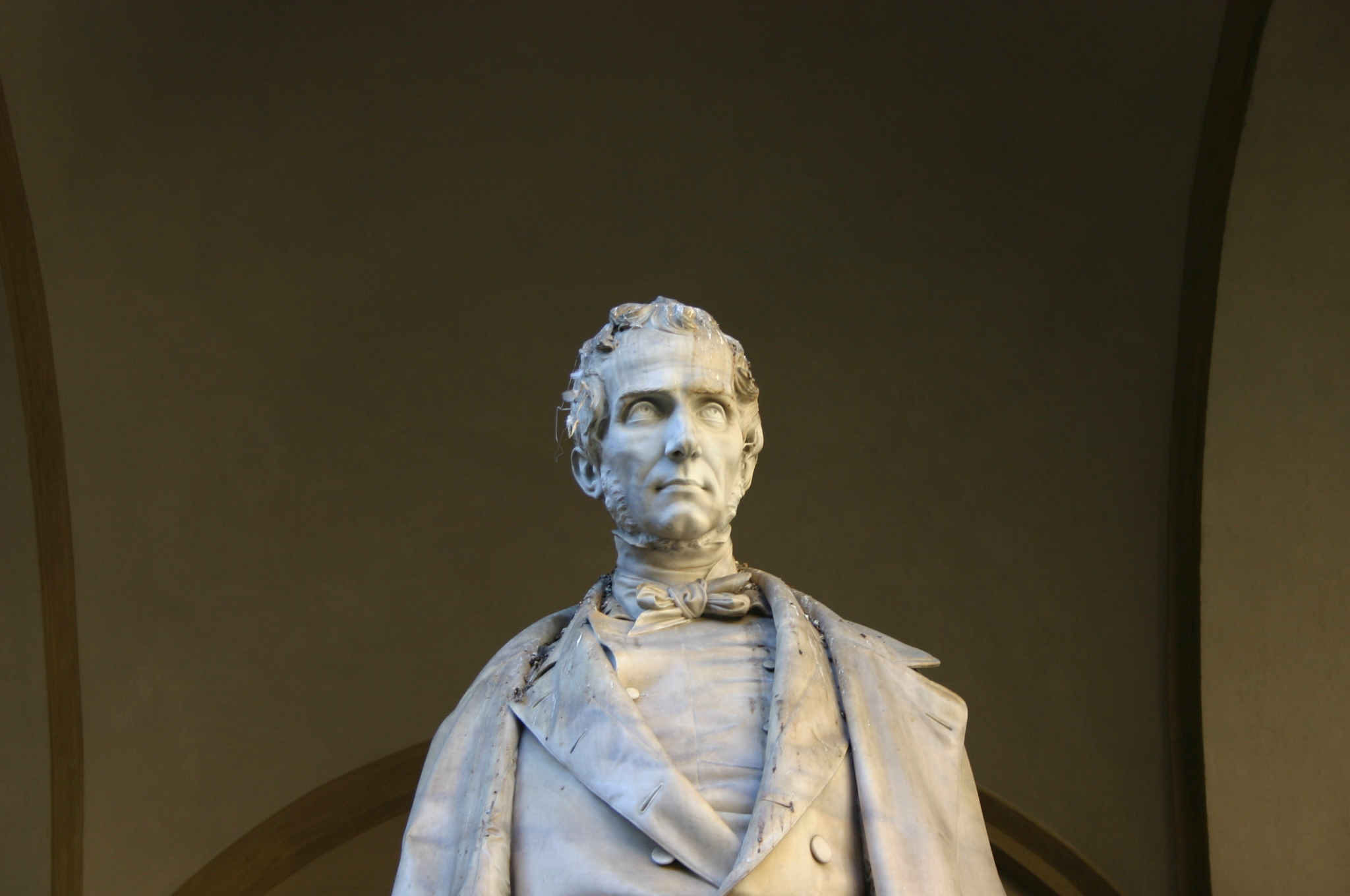
Tommaso Grossi.

Il se consacre ensuite au roman historique Marco Visconti (1834) qui est aussitôt traduit en français, anglais, allemand et espagnol.
Après son mariage en 1838, il abandonne la littérature pour reprendre la profession de notaire.
En 1848, il rédige l'acte officiel de la fusion entre le Piémont et la Lombardie à la suite de la Première guerre d'indépendance italienne.
Il meurt à Milan d'une méningite, le 10 décembre 1853.

### Sources et bibliographie
- (it) Cet article est partiellement ou en totalité issu de l’article de Wikipédia en italien intitulé « Tommaso Grossi » (voir la liste des auteurs).
- Tommaso Grossi, Poesie milanesi, Aurelio Sargenti, Milan, Libri Schiewiller, 1988.
- Ignazio Cantù: Vita ed opere di Tommaso Grossi, Milan, 1853.
- Raffaele Sirri Rubes, Opere poetiche. Tommaso Grossi Naples, Rossi, 1972.
- Marco Visconti, Tommaso Grossi, Milan, Arcipelago Ed., 1994  (ISBN 88-7695-113-X).
- Aurelio Sargenti, Carteggio 1816 - 1853. Tommaso Grossi, Milan, Centro Nazionale Studi Manzoniani, 2005  (ISBN 88-87924-87-2).
- (en) Deirdre O'Grady, « Grossi, Tommaso (1790–1853) », notice du The Oxford Companion to Italian Literature, lire en ligne,  (ISBN 9780191727436)